# Frikandò
Frikandò è un album della cantante italiana Fiordaliso, pubblicato il 16 ottobre 2015 e auto-prodotto dalla cantante stessa.

## Tracce
1. La Lupa - 4:11
2. Sognando - 4:28
3. Male - 3:53
4. Lento (Alibi di Primavera) - 4:15
5. Awakening (feat. IdaElena) - 4:15
6. Nel molo di San Blas - 5:41
7. Eclissi Totale (feat. Kaspar Capparoni)  - 5:46
8. A casa per natale (feat. Aurora) - 3:45
9. Il sole dentro me (feat. Archimia) - 4:10
10. I still have a dream - 4:15